# Ondjiva
Ondjiva è una città dell'Angola, capoluogo della provincia di Cunene, con una popolazione di circa 19.099 abitanti. 
Amministrativamente è uno dei 28 comuni (comunas) della provincia.